# Periscelis kaszabi
Periscelis kaszabi är en tvåvingeart som beskrevs av Papp 1988. Periscelis kaszabi ingår i släktet Periscelis och familjen savflugor.
Artens utbredningsområde är Vietnam. Inga underarter finns listade i Catalogue of Life.